# Possessed by Evil
Possessed by Evil är en singel av Ambush som var med på de andra albumet Desecrator.
Den 18 augusti 2015 släppte låten samtidigt som musikvideon till låten på deras YouTube-kanal, men efter 2 månader så blev musikvideon bannad från YouTube, dock släpptes det en censurerad video den 23 november.